# Exorista salmantica
Exorista salmantica är en tvåvingeart som beskrevs av Tschorsnig 1984. Exorista salmantica ingår i släktet Exorista och familjen parasitflugor.
Artens utbredningsområde är Spanien. Inga underarter finns listade i Catalogue of Life.